# Artemidora maracandaria
Artemidora maracandaria är en fjärilsart som beskrevs av Nicolas Grigorevich Erschoff 1874. Artemidora maracandaria ingår i släktet Artemidora och familjen mätare. Inga underarter finns listade i Catalogue of Life.